# 1864 Daedalus
1864 Daedalus este un asteroid din apropierea Pământului și care intersectează orbita planetei  Marte.

## Descoperirea asteroidului
Asteroidul a fost descoperit de astronomul olandez Tom Gehrels, la data de 24 martie 1971, la Observatorul Palomar.

## Caracteristici
Diametru mediu al asteroidului este de 3,7 km. Prezintă o orbită caracterizată de o semiaxă majoră egală cu 1,4609513 u.a. și de o excentricitate de 0,6144576, înclinată cu 22,19255° în raport cu ecliptica.

## Denumirea asteroidului
Asteroidul poartă numele lui Dedal, miticul inventator al labirintului regelui Minos.